# Dumfries (Virginie)
La ville américaine de Dumfries est située dans le comté de Prince William, dans l’État de Virginie. Lors du recensement de 2010, sa population s’élevait à 4 961 habitants.

## Personnalités liées à la ville
George Douglas Ramsay est né à Dumfries en 1802.

## Source
- (en) Cet article est partiellement ou en totalité issu de l’article de Wikipédia en anglais intitulé « Dumfries, Virginia » (voir la liste des auteurs).